# Trifiodoro
Trifiodoro (Τρυφιόδωρος) fue un poeta épico egipcio fechado hacia los siglos III-IV. Se supone que su lugar de nacimiento fue la región en torno a Panópolis, donde se veneraba una divinidad llamada Trifis, de donde procede su nombre. Se considera que Nono de Panópolis conoció su obra y en parte fue imitador suyo.

## Obra
Su única obra conservada es La toma de Ilión (Ἰλίου Ἅλωσις; lat.: Excidium Ilii), una composición cuyo eje temático es la parte final de la guerra de Troya en la que se produce la entrada del ejército aqueo en la ciudad de Troya y su saqueo.
Sin embargo, en la Suda se dan noticias sobre Trifiodoro en las que se señala que además de la obra conservada también había escrito Marathoniaká, Hipodamía, un poema sobre Odiseo, una paráfrasis de las comparaciones de Homero, y otras obras.